# El Calvario, San Sebastián Tecomaxtlahuaca
El Calvario är en ort i Mexiko.   Den ligger i kommunen San Sebastián Tecomaxtlahuaca och delstaten Oaxaca, i den sydöstra delen av landet, 260 km söder om huvudstaden Mexico City. El Calvario ligger 1 755 meter över havet och antalet invånare är 224.
Terrängen runt El Calvario är kuperad åt nordväst, men åt sydost är den bergig. El Calvario ligger nere i en dal. Runt El Calvario är det ganska glesbefolkat, med 42 invånare per kvadratkilometer. Närmaste större samhälle är Santiago Juxtlahuaca, 2,9 km sydost om El Calvario. I omgivningarna runt El Calvario växer huvudsakligen savannskog.